# Frontenhausen
Frontenhausen er en købstad og kommune (markt) i Landkreis Dingolfing-Landau i Niederbayern i den tyske delstat Bayern, med omkring 4.400 indbyggere.

## Geografi
Kommunen ligger i Vilsdalen cirka 10 km syd for Dingolfing. I nærheden af byen ligger den opstemmede Vilstalsee.